# Partecipanti al Tour of Guangxi 2024
Elenco dei partecipanti al Tour of Guangxi 2024.
Il Tour of Guangxi 2024 è stato la quinta edizione della corsa. Alla competizione presero parte 19 squadre: 16 iscritte all'UCI World Tour 2024, 2 UCI ProTeam e 1 selezione nazionale.
Accreditati alla partenza 129 ciclisti.

## Corridori per squadra
Nota: R ritirato, NP non partito, FT fuori tempo, SQ squalificato
| Team Visma-Lease a Bike | Team Visma-Lease a Bike | Team Visma-Lease a Bike | Arkéa-B&B Hotels          | Arkéa-B&B Hotels          | Arkéa-B&B Hotels          | Astana Qazaqstan Team      | Astana Qazaqstan Team      | Astana Qazaqstan Team      |
| ----------------------- | ----------------------- | ----------------------- | ------------------------- | ------------------------- | ------------------------- | -------------------------- | -------------------------- | -------------------------- |
| N°                      | Ciclista                | Clas.                   | N°                        | Ciclista                  | Clas.                     | N°                         | Ciclista                   | Clas.                      |
| 1                       | Milan Vader             | R 3ª                    | 11                        | Louis Barré               | 80°                       | 21                         | Davide Ballerini           | 90°                        |
| 2                       | Koen Bouwman            | 58°                     | 12                        | Ewen Costiou              | 9°                        | 22                         | Evgenij Fëdorov            | 111°                       |
| 4                       | J. Staune-Mittet        | 15°                     | 13                        | David Dekker              | 104°                      | 23                         | Lorenzo Fortunato          | 8°                         |
| 5                       | Tosh Van Der Sande      | 64°                     | 14                        | Élie Gesbert              | 33°                       | 24                         | Max Kanter                 | 50°                        |
| 6                       | Mick van Dijke          | 26°                     | 15                        | Donavan Grondin           | 84°                       | 25                         | Aleksej Lucenko            | 48°                        |
| 7                       | Julien Vermote          | 44°                     | 16                        | Mathis Le Berre           | 30°                       | 26                         | Rüdiger Selig              | 106°                       |
|                         |                         |                         | 17                        | Matis Louvel              | 71°                       | 27                         | Gleb Syrica                | 109°                       |
| Bahrain Victorious      | Bahrain Victorious      | Bahrain Victorious      | Cofidis                   | Cofidis                   | Cofidis                   | Decathlon AG2R La Mondiale | Decathlon AG2R La Mondiale | Decathlon AG2R La Mondiale |
| N°                      | Ciclista                | Clas.                   | N°                        | Ciclista                  | Clas.                     | N°                         | Ciclista                   | Clas.                      |
| 31                      | Alberto Bruttomesso     | 85°                     | 41                        | Piet Allegaert            | NP6ª                      | 51                         | Alex Baudin                | 3°                         |
| 32                      | Matevž Govekar          | 52°                     | 42                        | Thomas Champion           | 28°                       | 52                         | Geoffrey Bouchard          | 31°                        |
| 33                      | Finlay Pickering        | 45°                     | 43                        | Milan Fretin              | 57°                       | 53                         | Dries De Bondt             | 91°                        |
| 34                      | Dušan Rajović           | 72°                     | 44                        | Gorka Izagirre            | 74°                       | 54                         | Stan Dewulf                | 46°                        |
| 35                      | Robert Stannard         | 13°                     | 45                        | Oliver Knight             | 95°                       | 55                         | Pierre Gautherat           | 96°                        |
| 36                      | Torstein Træen          | 75°                     | 46                        | Rubén Fernández           | 16°                       | 56                         | Victor Lafay               | 4°                         |
| 37                      | Łukasz Wiśniowski       | 101°                    | 47                        | Ludovic Robeet            | 78°                       | 57                         | Gianluca Pollefliet        | 105°                       |
| EF Education-EasyPost   | EF Education-EasyPost   | EF Education-EasyPost   | Ineos Grenadiers          | Ineos Grenadiers          | Ineos Grenadiers          | Intermarché-Wanty          | Intermarché-Wanty          | Intermarché-Wanty          |
| N°                      | Ciclista                | Clas.                   | N°                        | Ciclista                  | Clas.                     | N°                         | Ciclista                   | Clas.                      |
| 61                      | Markel Beloki           | 41°                     | 72                        | Tobias Foss               | 56°                       | 81                         | Lilian Calmejane           | 35°                        |
| 62                      | Stefan Bissegger        | 92°                     | 73                        | Omar Fraile               | 94°                       | 82                         | Kevin Colleoni             | 39°                        |
| 63                      | Esteban Chaves          | 25°                     | 74                        | Michael Leonard           | 89°                       | 84                         | Rune Herregodts            | 19°                        |
| 64                      | Mikkel Honoré           | R 3ª                    | 75                        | Jhonatan Narváez          | R 3ª                      | 85                         | Rein Taaramäe              | R 6ª                       |
| 65                      | Jack Rootkin-Gray       | R 6ª                    | 76                        | Óscar Rodríguez           | 20°                       | 86                         | Taco van der Hoorn         | 83°                        |
| 66                      | Jonas Rutsch            | 61°                     | 77                        | Artem Shmidt              | 66°                       | 87                         | Gijs Van Hoecke            | 73°                        |
| 67                      | Marijn van den Berg     | 32°                     |                           |                           |                           |                            |                            |                            |
| Lidl-Trek               | Lidl-Trek               | Lidl-Trek               | Movistar Team             | Movistar Team             | Movistar Team             | Red Bull-Bora-Hansgrohe    | Red Bull-Bora-Hansgrohe    | Red Bull-Bora-Hansgrohe    |
| N°                      | Ciclista                | Clas.                   | N°                        | Ciclista                  | Clas.                     | N°                         | Ciclista                   | Clas.                      |
| 91                      | A. Gebreigzabhier       | 17°                     | 101                       | Davide Cimolai            | 87°                       | 111                        | Emanuel Buchmann           | NP3ª                       |
| 92                      | Daan Hoole              | 63°                     | 102                       | Rémi Cavagna              | 38°                       | 112                        | Giovanni Aleotti           | 6°                         |
| 93                      | Alex Kirsch             | 65°                     | 103                       | Gonzalo Serrano           | 53°                       | 113                        | Alexander Hajek            | 14°                        |
| 94                      | Quinn Simmons           | 10°                     | 104                       | Iván García Cortina       | 47°                       | 114                        | Emil Herzog                | 107°                       |
| 95                      | Jasper Stuyven          | NP3ª                    | 106                       | Sergio Samitier           | 34°                       | 115                        | Luis-Joe Lührs             | 81°                        |
| 96                      | Natnael Tesfatsion      | 27°                     | 107                       | Iván Sosa                 | 54°                       | 116                        | Filip Maciejuk             | 60°                        |
| 97                      | Otto Vergaerde          | 88°                     |                           |                           |                           | 117                        | Max Schachmann             | 29°                        |
| Soudal Quick-Step       | Soudal Quick-Step       | Soudal Quick-Step       | Team DSM-Firmenich PostNL | Team DSM-Firmenich PostNL | Team DSM-Firmenich PostNL | Team Jayco AlUla           | Team Jayco AlUla           | Team Jayco AlUla           |
| N°                      | Ciclista                | Clas.                   | N°                        | Ciclista                  | Clas.                     | N°                         | Ciclista                   | Clas.                      |
| 121                     | Josef Černý             | 67°                     | 131                       | Patrick Eddy              | 86°                       | 141                        | Luke Plapp                 | R 3ª                       |
| 122                     | Jan Hirt                | 40°                     | 132                       | Fabio Jakobsen            | NP3ª                      | 142                        | Welay Berhe                | 12°                        |
| 123                     | James Knox              | 51°                     | 133                       | Niklas Märkl              | 69°                       | 143                        | Amund Grøndahl J.          | 82°                        |
| 124                     | Luke Lamperti           | 43°                     | 134                       | Oscar Onley               | 2°                        | 144                        | Jan Maas                   | 36°                        |
| 125                     | Pepijn Reinderink       | 99°                     | 135                       | Max Poole                 | 18°                       | 145                        | Lucas Hamilton             | 59°                        |
| 126                     | Martin Svrček           | 23°                     | 136                       | Timo Roosen               | 108°                      | 146                        | Blake Quick                | R 4ª                       |
| 127                     | Warre Vangheluwe        | 100°                    | 137                       | Casper van Uden           | 97°                       | 147                        | Callum Scotson             | R 1ª                       |
| UAE Team Emirates       | UAE Team Emirates       | UAE Team Emirates       | Israel-Premier Tech       | Israel-Premier Tech       | Israel-Premier Tech       | Lotto Dstny                | Lotto Dstny                | Lotto Dstny                |
| N°                      | Ciclista                | Clas.                   | N°                        | Ciclista                  | Clas.                     | N°                         | Ciclista                   | Clas.                      |
| 151                     | Igor Arrieta            | 21°                     | 161                       | Chris Froome              | 98°                       | 171                        | Arjen Livyns               | 93°                        |
| 152                     | Felix Großschartner     | 11°                     | 162                       | Joseph Blackmore          | 24°                       | 172                        | Sylvain Moniquet           | 22°                        |
| 153                     | Vegard S. Laengen       | R 3ª                    | 163                       | Riley Pickrell            | 68°                       | 173                        | Mathijs Paasschens         | 76°                        |
| 154                     | Sebastián Molano        | 79°                     | 164                       | Nadav Raisberg            | 70°                       | 174                        | Eduardo Sepúlveda          | 42°                        |
| 155                     | Pavel Sivakov           | 5°                      | 165                       | Jake Stewart              | 62°                       | 175                        | Liam Slock                 | FT6ª                       |
| 156                     | Michael Vink            | 49°                     | 166                       | Guy Sagiv                 | 102°                      | 176                        | Lionel Taminiaux           | 77°                        |
| 157                     | Tim Wellens             | 7°                      | 167                       | Ethan Vernon              | 55°                       | 177                        | Lennert Van Eetvelt        | 1°                         |
| Selezione cinese        |                         |                         |                           |                           |                           |                            |                            |                            |
| N°                      | Ciclista                | Clas.                   |                           |                           |                           |                            |                            |                            |
| 181                     | Lü Xianjing             | 37°                     |                           |                           |                           |                            |                            |                            |
| 182                     | Ma Binyan               | R 3ª                    |                           |                           |                           |                            |                            |                            |
| 183                     | Shen Yutao              | R 6ª                    |                           |                           |                           |                            |                            |                            |
| 184                     | Li Zhen                 | R 4ª                    |                           |                           |                           |                            |                            |                            |
| 185                     | Sun Changsheng          | 110°                    |                           |                           |                           |                            |                            |                            |
| 186                     | Teng Geng               | 103°                    |                           |                           |                           |                            |                            |                            |
| 187                     | Yu Jiaqing              | R 6ª                    |                           |                           |                           |                            |                            |                            |